# Championnats du monde de marathon (canoë-kayak) 2022
 (novembre 2023).
Si vous disposez d'ouvrages ou d'articles de référence ou si vous connaissez des sites web de qualité traitant du thème abordé ici, merci de compléter l'article en donnant les références utiles à sa vérifiabilité et en les liant à la section « Notes et références ».
Navigation
Pitești 2021 Vejen 2023
Les championnats du monde de marathon en canoë-kayak 2022, vingt-neuvième édition des championnats du monde de marathon en canoë-kayak, ont lieu du 29 septembre au 2 octobre 2022 à Ponte de Lima au Portugal.

## Résultats

### Hommes
| Épreuve   | Or                                         | Or          | Argent                                                 | Argent      | Bronze                                      | Bronze      |
| --------- | ------------------------------------------ | ----------- | ------------------------------------------------------ | ----------- | ------------------------------------------- | ----------- |
| C1        | Manuel Garrido Barbosa                     | 02:04:52,36 | Marton Kover                                           | 02:05:03,19 | Tono Campos                                 | 02:10:03,02 |
| C1 Sprint | Diego Romero Fraga                         | 14:55,07    | Jaime Duro                                             | 14:57,15    | Mateusz Kamiński                            | 15:15,63    |
| C2        | Espagne - Tono Campos - Diego Romero Fraga | 2:01:10,75  | Espagne - Fernando Busto - Diego Miguéns               | 2:01:15,34  | Pologne - Mateusz Borgiel - Mateusz Zuchora | 2:01:42.03  |
| K1        | Andrew Birkett                             | 02:08:25,94 | Jose Ramalho                                           | 02:08:27,04 | Mads Pedersen                               | 02:08:27,36 |
| K1 Sprint | Fernando Pimenta                           | 12:49,12    | Mads Pedersen                                          | 12:49,77    | Iván Alonso Lage                            | 13:08,60    |
| K2        | Portugal - Jose Ramalho - Fernando Pimenta | 1:58:04,39  | Espagne - Miguel Llorens López - Alberto Plaza Sagredo | 1:58:10,40  | Norvège - Eivind Vold - Amund Vold          | 1:58:15,43  |

### Femmes
| Épreuve   | Or                                                     | Or          | Argent                                 | Argent      | Bronze                                       | Bronze      |
| --------- | ------------------------------------------------------ | ----------- | -------------------------------------- | ----------- | -------------------------------------------- | ----------- |
| C1        | Liudmyla Babak                                         | 01:25:49,80 | Zsófia Kisbán                          | 01:27:40,44 | Bethany Gill                                 | 01:28:28,80 |
| C1 Sprint | Bethany Gill                                           | 17:27,18    | Zsófia Kisban                          | 17:31,78    | Beatriz Fernandes                            | 17:34,40    |
| K1        | Vanda Kiszli                                           | 02:05:55,35 | Melina Andersson                       | 2:05:56,99  | Samantha Rees-Clark                          | 2:06:18,97  |
| K1 Sprint | Melina Andersson                                       | 14:22,83    | Estefania Fernández                    | 14:24,79    | Samantha Rees-Clark                          | 14:29,30    |
| K2        | Espagne - Tania Fernández García - Tania Álvarez Yates | 01:58:09,56 | Hongrie - Renáta Csay - Zsófia Czéllai | 01:58:19,10 | Suède - Melina Andersson - Johanna Johansson | 01:58:32,87 |